# Острув-Любельски (гмина)
Гмина Острув-Любельски (пол. Gmina Ostrów Lubelski) — городско-сельская гмина (волость) в Польше, входит как административная единица в Любартувский повет,  Люблинское воеводство. Население — 5649 человек (на 2004 год).

## Сельские округа
1. Буйки
2. Ямы
3. Казнув
4. Казнув-Колёня
5. Колеховице-Друге
6. Колеховице-Первше
7. Колеховице-Фольварк
8. Колеховице-Колёня
9. Розкопачев
10. Рудка-Кияньска
11. Вулька-Стара-Кияньска

## Соседние гмины
1. Гмина Людвин
2. Гмина Недзвяда
3. Гмина Парчев
4. Гмина Серники
5. Гмина Спичин
6. Гмина Усцимув